# Loccum
Loccum este o localitate care din anul 1974 aparține de orașul Rehburg-Loccum din landul Saxonia Inferioară, Germania. Localitatea se află la 50 km nord-vest de Hanovra. Are suprafața de 31 km² și o populație de 3.132 loc (2006). 
La sfârșitul secolului al XVI-lea călugării mănăstirii cisterciene Loccum au adoptat Confesiunea de la Augsburg și au devenit astfel luterani. În prima jumătate a secolului al XVII-lea s-au desfășurat aici mai multe procese de vrăjitorie, încheiate cu peste 30 de condamnări la moarte. Cei mai mulți executați, 15 femei și cinci bărbați, au fost originari din localitatea învecinată Wiedensahl.

## Atracții turistice

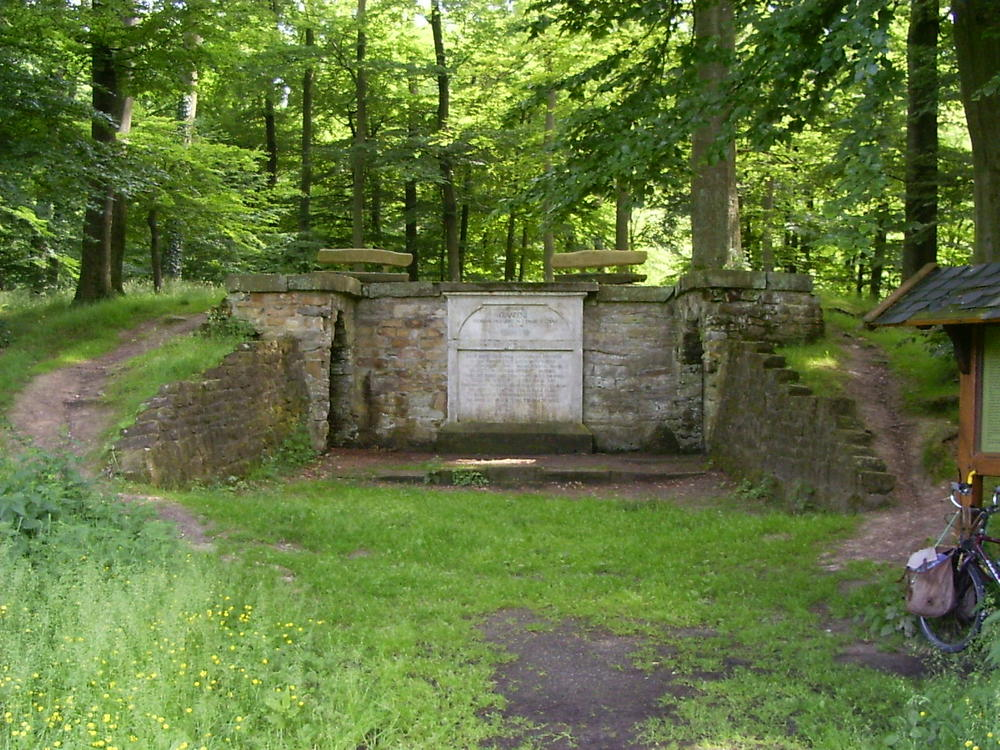
Ruina cetății (sec. XIX - XII)